# سیارک ۱۰۰۹۴
سیارک ۱۰۰۹۴ (به انگلیسی: 10094 Eijikato، نامگذاری:1991DK) ده هزار و نود و چهارمین سیارک کشف شده‌است که در ۲۰ فوریه ۱۹۹۱ کشف شد.